# Deutsche Ultramarathon-Vereinigung
Die Deutsche Ultramarathon-Vereinigung e. V. (DUV) ist eine Interessenvertretung mit Verbandsstrukturen. Sie versteht sich als Fachorganisation der Ultramarathonläuferinnen und Ultramarathonläufer in Deutschland. Ihr satzungsgemäßes Ziel ist es, den über den Marathonlauf hinausgehenden Langstreckenlauf, Ultralanglauf oder Ultramarathon genannt, zu fördern, zu pflegen und weiterzuentwickeln.

## Deutsche Meisterschaften
Die DUV führt Deutsche Meisterschaften auf folgenden Ultramarathondistanzen durch:
- 6-Stunden-Lauf seit 2012
- 24-Stunden-Lauf seit 1989
- 50-Kilometer-Lauf seit 1995
- 100-Kilometer-Lauf Bahn 1991–2001
- 100 km Lauf Straße[3]
- Ultratrail (früher unter der Bezeichnung Cross- und Landschaftslauf) seit 2001

Am 16. Februar 2018 beschloss der Verbandsrat des Deutschen Leichtathletik-Verbandes auf seiner Sitzung in Bochum einige Änderungen in den DLV-Ordnungen. Seit 1. Januar 2019 sind auf Grund der Aufnahme von Ultralaufdistanzen ins Wettkampfprogramm der Männer/Frauen der 50-Kilometer-Lauf, der 6-Stunden- und der 24-Stunden-Lauf DLV-Meisterschaftsdisziplinen, wobei die Deutschen Meisterschaften durch die DUV ausgerichtet werden, bei Anwendung der Regelwerke des DLV.
Die vier Disziplinen 50-km-Straßenlauf, 100-km-Straßenlauf, 24-Stunden-Lauf und Ultratrail werden seit 2022 als DUV Meisterschaften in Kooperation mit dem Deutschen Leichtathletik-Verband (DLV) veranstaltet.

## Historie, Ziele, Erfolge
Die Deutsche Ultramarathon-Vereinigung (DUV) wurde am 29. Dezember 1985 in Rodenbach (bei Hanau) von 22 Gründungsmitgliedern ins Leben gerufen.
Bis 1987 wuchs die DUV auf 100 Mitglieder an, 1995 erreichte sie die 1000er-Marke und 2002 besaß sie rund 1500 Mitglieder. Im April 2017 hatte die DUV über 1600 Mitglieder und sich damit zur weltweit größten Organisation der Ultramarathonläufer entwickelt. Auch ausländische Sportler schlossen sich wegen der besonderen Serviceleistungen im Laufe der Jahre der DUV an.
Zur Gründungszeit der DUV galten Ultramarathonläufe als eine zweifelhafte Randsporterscheinung einer kleinen Minderheit von nicht ernst zu nehmenden Außenseitern, die in der Sportöffentlichkeit und auch von Sportfunktionären belächelt und oft genug auch als ‚Spinner’ verspottet wurden. Ziel der DUV war es, dem Ultralanglauf zur Anerkennung als eigenständige Laufdisziplin zu verhelfen. Dem diente das vorrangige Bemühen, offizielle Deutsche 100-km-Meisterschaften zu veranstalten und entsprechende Bestenlisten zu führen. Im Verlauf der weiteren Entwicklung wurden auch andere Distanzen als Ultramarathon-Meisterschaften der DUV einbezogen.
Auf dieser Grundlage konnten sich die deutschen Ultramarathon-Nationalmannschaften des Deutschen Leichtathletik-Verbandes (DLV) von Anfang an in der Welt- und Europaspitze etablieren, als 1988 der IAU-100-km-Welt-Cup unter dem Patronat des Weltleichtathletikverband (IAAF) und 1992 die IAU-100-km-Europameisterschaften und die IAU 24 Hours European Challenge unter dem Patronat des Europäischen Leichtathletikverbandes (EAA) eingeführt wurden.
Die Erfolge der DUV sind:
- Initiierung der Deutschen Meisterschaften im 100-km-Straßenlauf des DLV im Jahre 1987, seit 1990 mit offiziellen Senior-Meisterschaften.
- Initiierung des Führens von offiziellen Bestenlisten des DLV im 100-km-Straßenlauf.
- Einführung und jährliche Durchführung von „Deutschen Meisterschaften der DUV“ im 24-Stundenlauf, 6-Stundenlauf, 50-km-Straßenlauf sowie im Ultratrail.
- Ausarbeitung von Richtlinien für die Durchführung dieser Meisterschaften sowie für das Führen von DUV-Besten- und -Rekordlisten.
- Jährliche Durchführung eines DUV-CUP über verschiedene Distanzen.
- Etablierung von Förderstützpunkten mit dem Ziel der Stärkung der Ultralaufpräsenz in den Regionen
- 4-mal-jährliche Herausgabe des offiziellen DUV-Organs, der Fachzeitschrift „ULTRA-MARATHON“ mit Berichten und Beiträgen aus der Ultramarathonszene, mit Terminlisten und Ultramarathon-Ergebnisdienst.
- Verankerung der Position des Beraters Ultramarathon beim Deutschen Leichtathletik-Verband im Vorstand der DUV.

## Ewige Bestenlisten
Quelle: Ewige Bestenliste der DUV

### 50 km
| M/W | 1. Platz     | h       | 2. Platz           | h       | 3. Platz                  | h       |
| --- | ------------ | ------- | ------------------ | ------- | ------------------------- | ------- |
| M   | Paul Schmidt | 2:49:06 | Marcel Bräutigam   | 2:49:26 | Andreas Straßner          | 2:51:17 |
| W   | Maria Bak    | 3:16:47 | Nele Alder-Baerens | 3:20:33 | Birgit Lennartz-Lohrengel | 3:29:40 |

### 100 km
| M/W | 1. Platz                  | h       | 2. Platz           | h       | 3. Platz        | h       |
| --- | ------------------------- | ------- | ------------------ | ------- | --------------- | ------- |
| M   | Kazimierz Bak             | 6:24:29 | Rainer Müller      | 6:26:56 | Karl-Heinz Doll | 6:29:34 |
| W   | Birgit Lennartz-Lohrengel | 7:18:57 | Nele Alder-Baerens | 7:22:41 | Maria Bak       | 7:30:32 |

### 100 Meilen
| M/W | 1. Platz           | h        | 2. Platz         | h        | 3. Platz    | h        |
| --- | ------------------ | -------- | ---------------- | -------- | ----------- | -------- |
| M   | Harry Arndt        | 12:51:15 | Wolfgang Schwerk | 13:41:46 | Hans Reich  | 13:47:19 |
| W   | Nele Alder-Baerens | 13:13:15 | Sigrid Lomsky    | 15:02:30 | Monika Kuno | 15:27:46 |

### 1000 km
unübliche Streckenlänge
| M/W | 1. Platz         | h         | 2. Platz       | h         | 3. Platz       | h         |
| --- | ---------------- | --------- | -------------- | --------- | -------------- | --------- |
| M   | Wolfgang Schwerk | 142:46:09 | Achim Heukemes | 172:57:18 | Stefan Schlett | 195:51:27 |
| W   | Martina Hausmann | 210:47:20 | -              | -         | -              | -         |

### 1000 Meilen
| M/W | 1. Platz         | h         | 2. Platz         | h         | 3. Platz               | h         |
| --- | ---------------- | --------- | ---------------- | --------- | ---------------------- | --------- |
| M   | Achim Heukemes   | 282:30:54 | Wolfgang Schwerk | 287:18:32 | Stefan Schlett         | 328:11:06 |
| W   | Martina Hausmann | 358:22:42 | Renate Nierkens  | 395:19:00 | Christel Vollmerhausen | 395:30:29 |

### 6 Stunden
| M/W | 1. Platz           | km     | 2. Platz       | km     | 3. Platz         | km     |
| --- | ------------------ | ------ | -------------- | ------ | ---------------- | ------ |
| M   | Gerd Boldhaus      | 89,200 | Felix Weber    | 87,299 | Rainer Lindemann | 86,538 |
| W   | Nele Alder-Baerens | 85,492 | Ricarda Botzon | 82,838 | Tanja Hooß       | 78,529 |

### 12 Stunden
| M/W | 1. Platz           | km      | 2. Platz         | km      | 3. Platz          | km      |
| --- | ------------------ | ------- | ---------------- | ------- | ----------------- | ------- |
| M   | Florian Reus       | 152,595 | Richard Fröhlich | 151,461 | Harry Arndt       | 151,104 |
| W   | Nele Alder-Baerens | 148,141 | Anke Drescher    | 137,964 | Katharina Janicke | 132,200 |

### 24 Stunden
| M/W | 1. Platz           | km      | 2. Platz         | km      | 3. Platz            | km      |
| --- | ------------------ | ------- | ---------------- | ------- | ------------------- | ------- |
| M   | Felix Weber        | 278,312 | Wolfgang Schwerk | 276,209 | Hans-Martin Erdmann | 274,119 |
| W   | Nele Alder-Baerens | 254,228 | Anne Stephan     | 250,572 | Sigrid Lomsky       | 243,657 |

### 48 Stunden
| M/W | 1. Platz         | km      | 2. Platz        | km      | 3. Platz       | km      |
| --- | ---------------- | ------- | --------------- | ------- | -------------- | ------- |
| M   | Wolfgang Schwerk | 420,000 | Achim Heukemes  | 376,987 | Martin Sattler | 362,521 |
| W   | Julia Fatton     | 378,082 | Cornelia Bullig | 346,220 | Helga Backhaus | 343,222 |

### 6 Tage
| M/W | 1. Platz         | km       | 2. Platz              | km      | 3. Platz         | km      |
| --- | ---------------- | -------- | --------------------- | ------- | ---------------- | ------- |
| M   | Wolfgang Schwerk | 1010,080 | Hans-Jürgen Schlotter | 876,111 | Achim Heukemes   | 843,275 |
| W   | Silke Gielen     | 782,336  | Cornelia Bullig       | 775,255 | Martina Hausmann | 756,400 |

## Vorsitzende und Präsidenten der DUV
- Karl Lennartz 1985–1987
- Bernd Evers 1987–1990
- Harry Arndt 1990–2001
- Volkmar Mühl 2001–2005
- Ulrich Welzel 2005–2006
- Stefan Hinze 2006–2012
- Wolfgang Olbrich August bis Oktober 2012 (kommissarisch)
- Jörg Stutzke 2012–2017
- Günther Weitzer 2017–2019
- Olaf Ilk seit 2019

## Ehrenmitglieder
- DUV-Ehrenpräsident Harry A. Arndt
- DUV-Ehrenmitglied Werner Sonntag
- DUV-Ehrenmitglied Horst Preisler
- DUV-Ehrenmitglied Helmut Urbach
- DUV-Ehrenmitglied Ingo Schulze
- DUV-Ehrenmitglied Helga Backhaus
- DUV-Ehrenpräsidiumsmitglied Jürgen Schoch

### Verstorbene Ehrenmitglieder
- 1. DUV-Ehrenmitglied Adolf Weidmann († 26. Juni 1997)
- DUV-Ehrenmitglied Christel Vollmerhausen († im Februar 1998)
- DUV-Ehrenmitglied Werner Lehmann († im Dezember 1998)
- DUV-Ehrenpräsidiumsmitglied Konrad Völkening († im Januar 1999)
- DUV-Ehrenmitglied Friedrich Marquardt († 2. November 2016)
- DUV-Ehrenmitglied Franz Reist († 13. Februar 2017)